# Don’t Be Aggressive
Don’t Be Aggressive ist ein Popsong von Sandra aus dem Jahr 1992. Der Song wurde im Januar 1992 als Leadsingle aus Sandras fünftem Studioalbum Close to Seven ausgekoppelt.

## Entstehung und Veröffentlichung
Der Song wurde von Michael Cretu und Klaus Hirschburger geschrieben und von Cretu produziert.
Der Song wurde am 20. Januar 1992 bei Virgin Records veröffentlicht. Auf der B-Seite der 7"-Single befindet sich der Song Seal It Forever. Die 12"-Maxi enthält zusätzlich den 6:23 Minuten langen Midnight Hour Mix.

## Musikvideo
Beim Musikvideo zum Song führte Howard Greenhalgh die Regie. Der Clip wurde 1992 auf Sandras VHS-Video-Kompilation 18 Greatest Hits und 2003 auf der DVD The Complete History veröffentlicht.

## Chartplatzierungen
| ChartsChartplatzierungen | Höchstplatzierung | Wochen |
| ------------------------ | ----------------- | ------ |
| Deutschland (GfK)        | 17 (13 Wo.)       | 13     |
| Österreich (Ö3)          | 30 (2 Wo.)        | 2      |
| Schweiz (IFPI)           | 24 (4 Wo.)        | 4      |